# 新古塔 (莫納斯特里斯卡區)
49°8′17″N 25°5′49″E / 49.13806°N 25.09694°E
新古塔（烏克蘭語：Нова Гута），是烏克蘭的村落，位於該國西部捷爾諾波爾州，由喬爾特基夫區負責管轄，面積1.17平方公里，2001年人口164，人口密度每平方公里140.2人。